# Jack Djeyim
Jack Djeyim, né à Douala au Cameroun est un musicien camerounais, auteur-compositeur, arrangeur et guitariste, reconnu pour sa maîtrise de la guitare électrique et acoustique ainsi que pour son jeu de sanza. Il est influencé par les rythmes traditionnels tels que le mangambeu et le makossa, qu’il découvre dès son enfance grâce à son père. Il est surnommé : Le guitariste gaucher. 

## Carrière
Jack Djeyim commence sa carrière professionnelle en 1977 avec le groupe Sapho Brothers, se produisant d’abord à Bafoussam, puis à Lagos (Nigeria), où il enrichit son style grâce à des influences anglophones. Il collabore notamment avec des artistes comme Geraldo Pino, Sony Okosun et le groupe Third World,,.
En 1984, il s’installe en France, où il entame une carrière solo tout en travaillant avec des figures emblématiques comme Manu Dibango, participant notamment à l'album Soul Makossa en 2000. Son premier album, Chérie Coco (1987), marque le début de son parcours solo. En 1989, il sort un album éponyme comprenant des titres tels que Marabout et Ngo Bagde.
En 1995, il publie Dance Around the Fire, en collaboration avec Sam Tshabalala. Cet opus réunit une trentaine de musiciens et est considéré comme un tournant majeur dans sa carrière. Jack Djeyim continue d’explorer divers univers musicaux avec Show Me The Way (2008), un album instrumental mettant en avant sa guitare, et Sanza Trio Family (2012), centré sur la sanza, en collaboration avec Emilio Bissaya et Alex Nkuin. Son album Come Down and See est sorti en 2023.

## Style et influences
Naviguant entre afro-pop, afro-jazz, afro-funk, jazz-fusion et afro-blues, Jack Djeyim intègre des éléments traditionnels et modernes dans ses compositions. Ses inspirations incluent des artistes internationaux comme Bob Marley, Elton John et Kool & The Gang,.

## Discographie sélective
- Chérie Coco (1987)
- Dance Around the Fire (1995)
- Show Me The Way (2008)
- Magni (2012, avec Sanza Trio Family)
- Come Down and See ( 2023)